# ピスタチオ油

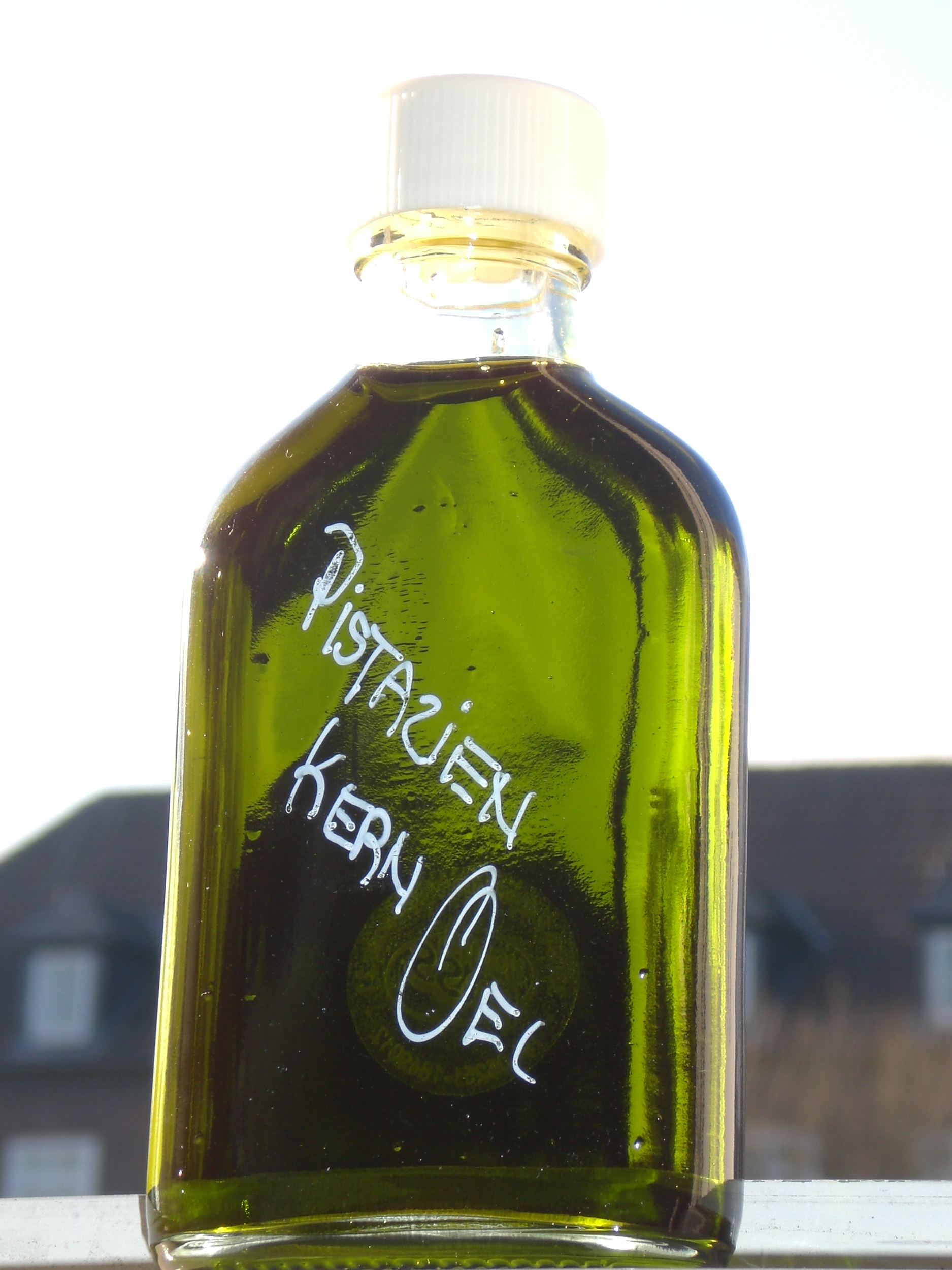
ピスタチオ油

ピスタチオ油(Pistachio oil)は、ピスタチオの果実から抽出される圧搾油である。

## 料理での利用
他のナッツ油と比べると、ピスタチオ油は、風味が特に強い。他のナッツ油と同様に、味は元のナッツに似る。ピスタチオ油は、ビタミンE含量が19mg/100gと高い。組成は、12.7%の飽和脂肪酸、53.8%の一不飽和脂肪酸、32.7%のリノール酸、0.8%のω-3脂肪酸である。ピスタチオ油は、蒸した野菜等の料理にかけるテーブルオイルとして用いられる。

## 製造業への利用
ピスタチオ油は、スキンケア製品の製造にも用いられる。